# Dimidiographa
Dimidiographa is een geslacht van schimmels in de familie Roccellographaceae. De typesoort is Dimidiographa loandensis.

## Soorten
Volgens Index Fungorum bevat het geslacht drie soorten (peildatum april 2022):
| Soortnaam                | Auteur(s)                  | Publicatiejaar |
| ------------------------ | -------------------------- | -------------- |
| Dimidiographa graphidiza | (Nyl.) Ertz & Tehler       | 2011           |
| Dimidiographa loandensis | (Nyl.) Ertz & Tehler       | 2011           |
| Dimidiographa longissima | (Müll. Arg.) Ertz & Tehler | 2011           |